# Eustache-Benoît Asselin
Eustache-Benoît Asselin, né le 14 novembre 1735 à Nesle (Somme), mort le 15 frimaire an II (5 décembre 1793) à Paris, est un avocat et homme politique de la Révolution française.

## Biographie

### Un homme de loi
Eustache-Benoît Asselin fut avocat au bailliage de Ham puis au Parlement de Paris à la fin de l'Ancien Régime. Il publia en 1790, un ouvrage alors estimé : Coutume du gouvernement, bailliage et prévôté de Chauny.

### Carrière politique
En septembre 1792, alors qu'il est juge au tribunal de Péronne, Eustache-Benoît Asselin est élu député de la Somme, le sixième sur treize, à la Convention nationale.  
Il siège sur les bancs de la Plaine. Lors du procès de Louis XVI, il vote la détention durant la guerre et le bannissement à la paix, se prononce contre l'appel au peuple mais en faveur du sursis à l'exécution. En avril 1793, il est absent lors de la mise en accusation de Jean-Paul Marat. En mai de la même année, il vote en faveur du rétablissement de la Commission des Douze.   
Asselin meurt le 15 frimaire an II (le 5 décembre 1793) de maladie. Son décès est annoncé à la Convention par une lettre de son collègue Louis Rivery. Il est remplacé le 1er pluviôse an II (le 20 janvier 1794) par Louis Jacques Vasseur.

## Publications
- Coutume du gouvernement, bailliage et prévôté de Chauny, avec des notes, 1780.
- Convention nationale. Complément de l'opinion du citoyen Asselin, député à la Convention nationale sur le procès de Louis XVI, 1792.
- Convention nationale. Mon dernier mot sur l'affaire de Louis XVI, 1792.
- Convention nationale. Opinion d'Eustache Benoit Asselin, député du département de la Somme à la Convention nationale, sur la question : si le Roi peut être jugé ?, 1792.